# 阿波市立阿波中学校
阿波市立阿波中学校（あわしりつ あわちゅうがっこう）は、徳島県阿波市阿波町東原にある公立中学校。

## 沿革
- 2005年 - 町村合併により、阿波市立阿波中学校となる。

## 校訓
- 自主
- 協同
- 勤労

## 関連学校
- 阿波市立久勝小学校
- 阿波市立伊沢小学校
- 阿波市立林小学校

## 主な出身者
- 大島優磨（柔道選手）
- 大島拓海（柔道選手）

## 通学区域が隣接している学校
- 阿波市立市場中学校
- 吉野川市立川島中学校
- 吉野川市立山川中学校
- 美馬市立江原中学校